# 宗銘達
宗銘達（Chung Ming Tat，1978年8月7日—），生於香港，已退役香港籃球運動員，司職控球後衛，被譽為本地最佳控球後衛之一，現時擔任香港甲一組籃球聯賽球隊遊協及安青女子籃球隊主教練。

## 籃球生涯
宗銘達生於香港，出身於福建青年軍，為Nike League的第一代球員，大學時期主修新聞系，曾任亞洲電視新聞部導演，在2011年獲遊協領隊梁偉權區議員及林俊威誠意邀請加盟，帶領一班年輕新秀作戰，2015年7月7日，宗銘達與隊友呂楚威宣佈退役，最終兩人於告別戰飛鷹以60–76不敵福建，無緣取得季軍。2016年回巢出任遊協主教練。

## 家庭生活
宗銘達爸爸為前香港足球代表隊成員宗啟明，在60年代效力流浪，宗銘達於2011年11月11日與相戀7年、效力香港女子甲組聯賽球隊安青的主力鄭美婷，在逾百名親友及新舊隊友見證下，於九龍仔公園簽字結婚。

## 外快
因俊俏外表，不乏出鏡機會，而現身兼專業籃球教練的他，曾參與拍攝陳柏宇《認真如初》MV。

## 外部連結
- 宗銘達在archive.fiba.com（archived）（英语）
- 宗銘達在Eurobasket.com（球員）（英语）